# Crinum wimbushi
Crinum wimbushi là một loài thực vật có hoa trong họ Amaryllidaceae. Loài này được Worsley mô tả khoa học đầu tiên năm 1902.